# Pynthanosis macronata
Pynthanosis macronata là một loài bướm đêm trong họ Geometridae.